# Piersanti Mattarella
Piersanti Mattarella (Castellammare del Golfo, 24 maggio 1935 – Palermo, 6 gennaio 1980) è stato un politico italiano, Presidente della Regione Siciliana tra il 1978 e il 1980. Fu assassinato da Cosa nostra nel corso del suo mandato.

## Biografia

### La famiglia e i primi anni

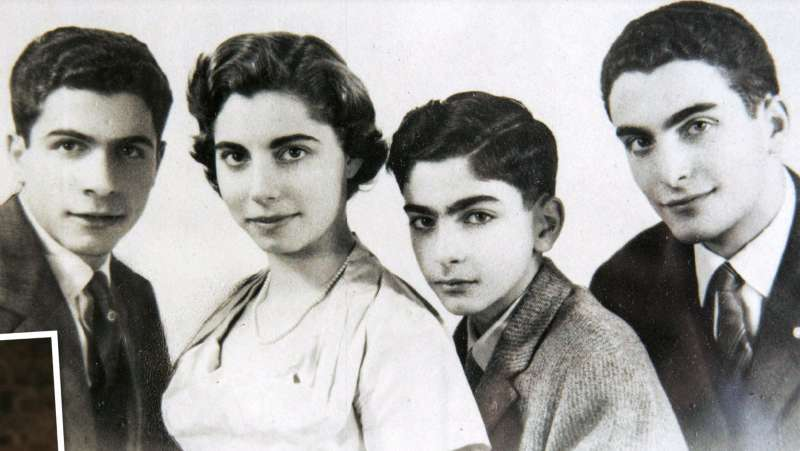
Piersanti Mattarella ragazzo, primo a destra, con i fratelli Antonino, Caterina e Sergio

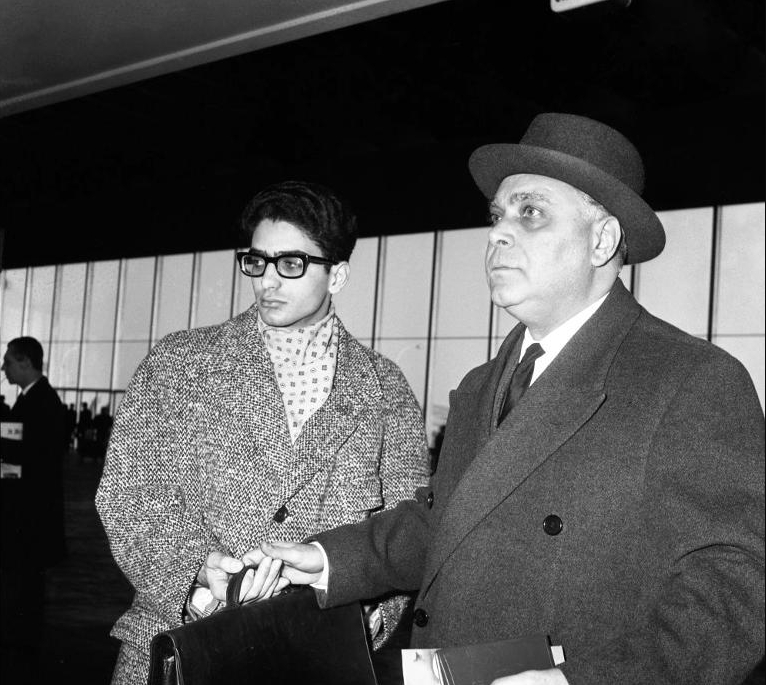
Il padre Bernardo e il fratello Sergio nel 1963

Secondogenito di Bernardo Mattarella, politico della Democrazia Cristiana (DC), e Maria Buccellato, fu tenuto a battesimo da Pietro Mignosi, nella chiesa di Sant'Antonio di Padova a Castellammare del Golfo, con cui il padre aveva un rapporto profondo. Nel 1941 nacque il fratello Sergio, anche lui esponente della DC e Presidente della Repubblica Italiana dal 2015.
Sposò Irma Chiazzese dalla quale ebbe due figli: Maria e Bernardo, deputato all'Assemblea regionale siciliana nel corso della XIV legislatura per la Margherita e della XV legislatura per il Partito Democratico: dal 2006 al 2012.
Mattarella crebbe con istruzione religiosa, studiando a Roma all'istituto San Leone Magno, dei fratelli maristi. Dopo l'attività nell'Azione Cattolica, associazione in cui ricoprì anche incarichi nazionali, si dedicò alla carriera politica nella DC avendo fra i suoi ispiratori Giorgio La Pira e avvicinandosi alla corrente politica di Aldo Moro. Divenne assistente ordinario di diritto privato all'Università di Palermo.
Nel novembre del 1964 si candida nella lista DC alle elezioni comunali di Palermo ottenendo più di undicimila preferenze (quarto dopo Salvo Lima, Vito Ciancimino e Giuseppe Cerami) e divenendo consigliere comunale di Palermo nel pieno dello scandalo del Sacco di Palermo.

### Gli incarichi regionali
Alle elezioni regionali del 1967 fu eletto deputato all'Assemblea regionale siciliana nella sua VI legislatura, nel collegio di Palermo, con più di trentaquattromila preferenze (34 520 di preferenza su 248 058 di lista pari al 13,92%), nonostante molti dubitassero delle sue possibilità visto che negli stessi anni il padre Bernardo stava venendo coinvolto in un acceso scontro giudiziario con il sociologo Danilo Dolci che lo aveva accusato di collusioni mafiose.
Durante i quattro anni successivi fece parte della Commissione Legislativa regionale, della Giunta per il Regolamento e della Giunta per il Bilancio venendo nominato, cosa inusuale per un deputato di prima nomina, relatore della legge sul bilancio di previsione della regione per l'anno 1970. Fu inoltre membro della Commissione speciale incaricata di riformare la burocrazia regionale, divenendo relatore della legge di riforma.
Sulle pagine del giornale Sicilia Domani, nel giugno 1970, Piersanti denunciò diverse criticità dell'Assemblea regionale. Il primo punto riguardava le pratiche clientelari dei deputati regionali, con una prassi che denominò "provincializzazione" dell'attività della Regione: i deputati regionali, troppo legati al territorio dove venivano eletti, risultavano incapaci di perseguire una linea politica organica per tutta la Sicilia in quanto troppo impegnati nel cercare di ottenere leggi e provvedimenti di spesa a favore dei propri collegi. A questo Mattarella cercava di porre rimedio proponendo una riforma elettorale con collegi più ampi di quelli provinciali. Il secondo punto critico riguardava l'eccessivo numero d'incarichi in Assemblea e Giunta regionale, che riducevano l'efficacia dell'azione di governo: per questo Mattarella proponeva una soluzione con il taglio degli assessorati da dodici a otto e delle commissioni legislative da sette a cinque, chiedendo di prevedere per l'ufficio di presidenza la nomina di due soli vice, un segretario e un questore. Mattarella chiedeva inoltre l'introduzione di criteri di rotazione degli incarichi a cui fossero posti anche dei limiti temporali. Terzo punto debole della regione riguardava la scelta degli assessori regionali, al tempo eletti dall'ARS in una votazione differente da quella del presidente di Regione, generando così un sistema che favoriva gli accordi sottobanco. Per il politico di Castellamare occorreva dunque che fosse il presidente a nominare la giunta, così da poter attingere anche a esterni, lasciando all'Assemblea un unico voto di fiducia da dare a tutta la giunta.
In quegli stessi anni Piersanti Mattarella si fa largo nella DC provinciale e regionale, grazie al sostegno di Aldo Moro e della sua corrente, favorendo l'elezione di Giuseppe D'Angelo alla segreteria regionale del partito. L'azione moralizzatrice di D'Angelo farà approvare al congresso regionale due ordini del giorno: il primo in merito al contrasto degli esattori privati dei tributi pubblici (i potenti cugini Salvo in primis) e il secondo riguardante un impegno più duro contro la mafia.
Sempre in questo periodo Mattarella contribuisce a fondare l'Associazione siciliana amministratori enti locali (ASAEL).
Mattarella verrà rieletto all'Assemblea regionale siciliana nella VII legislatura (1971) con più di quarantamila preferenze e nella VIII legislatura (1976) con quasi sessantamila preferenze, sempre nel collegio elettorale di Palermo.
Dal 1971 al 1978 è assessore regionale alla Presidenza con delega al Bilancio nelle diverse giunte presiedute da Mario Fasino, Vincenzo Giummarra e Angelo Bonfiglio.
L'azione di Mattarella come assessore al Bilancio è subito incisiva: nel 1971 vengono approvati otto rendiconti arretrati e negli anni successivi presenta e fa votare entro i termini di legge i bilanci di previsione evitando la prassi consolidata del ricorso all'esercizio provvisorio. Nella primavera del 1975 su suo impulso viene approvato a larghissima maggioranza, con i voti del PCI, il Piano regionale d'interventi per gli anni 1975-1980 (legge regionale n. 18 del 12 maggio 1975), primo tentativo di programmazione a lungo termine delle risorse regionali.

### Il rapporto con Aldo Moro
Negli anni 1970 Aldo Moro diventa per Piersanti Mattarella il punto di riferimento nella politica nazionale, quale erede e continuatore della linea storica e politica del cattolicesimo democratico che fu incarnata da Sturzo e da De Gasperi.
In un rapporto di amicizia e di stima via via crescente, Aldo Moro volle infatti che Mattarella, dopo il congresso nazionale del 1976, entrasse nel Consiglio nazionale della DC e, poi, nella Direzione nazionale, facendogli raggiungere una caratura politica da leader della sinistra democristiana siciliana e facendolo divenire punto di riferimento per il partito a livello nazionale.
Nel marzo del 1973 Mattarella riunisce la sua piccola corrente a Palermo, presso l'Hotel Villa Igiea, alla presenza di Aldo Moro, davanti a cui lo stesso Mattarella rivendica alla componente morotea di essere "interprete coerente e responsabile della funzione autenticamente popolare della DC, che non è mai stato un partito dei conservatori o di chi ha tutto conseguito, ma al contrario l'espressione, per la sua vera ispirazione cristiana, dell'esigenza di cambiamento, per il progresso civile, un più accentuato sviluppo democratico, una maggiore giustizia sociale".

Non è sorprendente, quindi, quanto l'agguato di via Fani a Roma prima, con il massacro della scorta di Moro da parte delle Brigate Rosse e, infine, l'assassinio del presidente della DC dopo 55 giorni di prigionia, abbiano profondamente turbato Mattarella. La valenza simbolica dell'agguato, nel giorno in cui Moro si stava recando alla Camera dei deputati per il dibattito sulla nascita del nuovo governo Andreotti, che avrebbe visto per la prima volta a livello nazionale il voto favorevole dei comunisti e il loro ingresso in maggioranza, era del tutto evidente e sconvolgente per chi aveva anticipato quel tipo di convergenza politica a livello regionale appena poche settimane prima. Racconterà in proposito Leoluca Orlando, futuro sindaco di Palermo, che di Mattarella era all'epoca consigliere giuridico, quali erano state le sue preoccupazioni all'apprendere del tragico agguato del 16 marzo 1978 e del rapimento del suo maestro politico:
(Leoluca Orlando)
Il presidente della Regione Siciliana sarà poi a Roma, a piazza del Gesù, nella mattinata del 9 maggio 1978 in cui venne ritrovato il corpo di Aldo Moro, disteso nel bagagliaio di una Renault 4 rossa rimasta impressa nella memoria storica nazionale. Mattarella si recò sul posto, nella adiacente via Caetani, insieme ad altri dirigenti democristiani che avevano appreso la notizia, e racconterà sul Giornale di Sicilia dell'11 maggio 1978: «Una mano sollevò una punta della coperta e vidi il volto di Aldo Moro e, durante tutte le complicate e forzatamente lente operazioni degli artificieri, la commozione fu solo superata con la preghiera e con la consapevolezza che il colpo dato alle nostre istituzioni è talmente grave che è indispensabile iniziare subito con razionalità a operare per difenderle».

### La presidenza della Regione Siciliana

Piersanti Mattarella (a destra) in compagnia del presidente della Repubblica Sandro Pertini

Fu eletto dall'Ars presidente della Regione Siciliana il 9 febbraio 1978 con 77 voti su 100, il risultato più alto della storia dell'Assemblea alla guida di una coalizione di centro-sinistra con l'appoggio esterno del Partito Comunista Italiano. Subito dopo l'elezione intervenne in assemblea dichiarando di accettare la carica con riserva e chiedendo che la seduta fosse rinviata. Il 14 marzo 1978, sciogliendo la riserva, dichiarò di accettare la carica di Presidente della Regione e chiese, in considerazione della richiesta del Partito Socialista Italiano impegnato nel proprio congresso regionale, che la seduta venisse rinviata.
Non ci fu però tempo di affrontare i temi programmatici, nei giorni immediatamente successivi, perché l'Assemblea regionale siciliana venne convocata in seduta straordinaria il 17 marzo a seguito del rapimento di Aldo Moro e dell'uccisione dei cinque agenti della scorta da parte delle Brigate Rosse in quello che rimane noto come massacro di via Fani a Roma. In quell'occasione Mattarella rivolse un accorato appello al popolo siciliano per la difesa dello Stato democratico in cui, dopo aver reso omaggio ai caduti, sottolineò:
(Piersanti Mattarella)
Nei concitati giorni seguenti Mattarella, entrato in carica il 21 marzo 1978 quale Presidente della Regione Siciliana, pronuncerà le sue dichiarazioni programmatiche nella seduta dell'ARS del 3 aprile 1978, replicando nel dibattito assembleare il 5 aprile 1978.
Forma uno staff di alto profilo che comprende, tra gli altri, Maria Grazia Trizzino come capo di gabinetto, prima donna a ricoprire questo incarico, Rino La Placa, capo della segreteria e futuro deputato regionale, Leoluca Orlando, docente universitario e successivamente sindaco di Palermo, come consigliere giuridico, Salvatore Butera, economista, quale consigliere economico.

La presidenza di Mattarella si distingue per l'azione riformatrice portata avanti in regione. All'inizio di aprile viene riformato il governo regionale accentuando la collegialità dell'azione della giunta dando la possibilità al presidente di avocare a sé decisioni spettanti ai singoli assessori e allargando le materie da sottoporre all'intero governo, razionalizzando le competenze degli assessorati, la previsione di tempi certi e rapidi per la pubblicazione degli atti approvati dall'Ars e nuovi criteri molto più severi per la nomina dei dirigenti pubblici. In ottobre viene creato il Comitato della programmazione, che unisce deputati regionali ed esperti della società civile, e rappresenta una nuova misura di razionalizzazione politico-amministrativa. Altri importanti risultati raggiunti in quell'anno furono il piano d'emergenza per la mobilitazione di risorse per l'occupazione, provvedimenti contro la disoccupazione, l'attuazione di un radicale decentramento a favore dei comuni, il piano di rifinanziamento degli asili nido e la legge sul settore agricolo e sui consultori familiari. Altri importanti provvedimenti furono la legge urbanistica (legge regionale n. 71 del 1978) che riduceva drasticamente gli indici di edificabilità dei terreni agricoli e portava sulle spalle dei costruttori alcuni degli oneri per le opere di urbanizzazione prima a carico degli enti pubblici rappresentando un duro colpo per speculatori e costruttori abusivi; e la legge sugli appalti che favoriva trasparenza e imparzialità nella pubblica amministrazione, riformando anche il sistema di collaudo delle opere pubbliche. Sotto quest'ultimo aspetto Mattarella avvalendosi dei poteri ispettivi del presidente della regione ordina inchieste sui beneficiari dei contributi regionali, sugli assessorati e sui comuni più grandi portando alla luce illeciti e abusi.

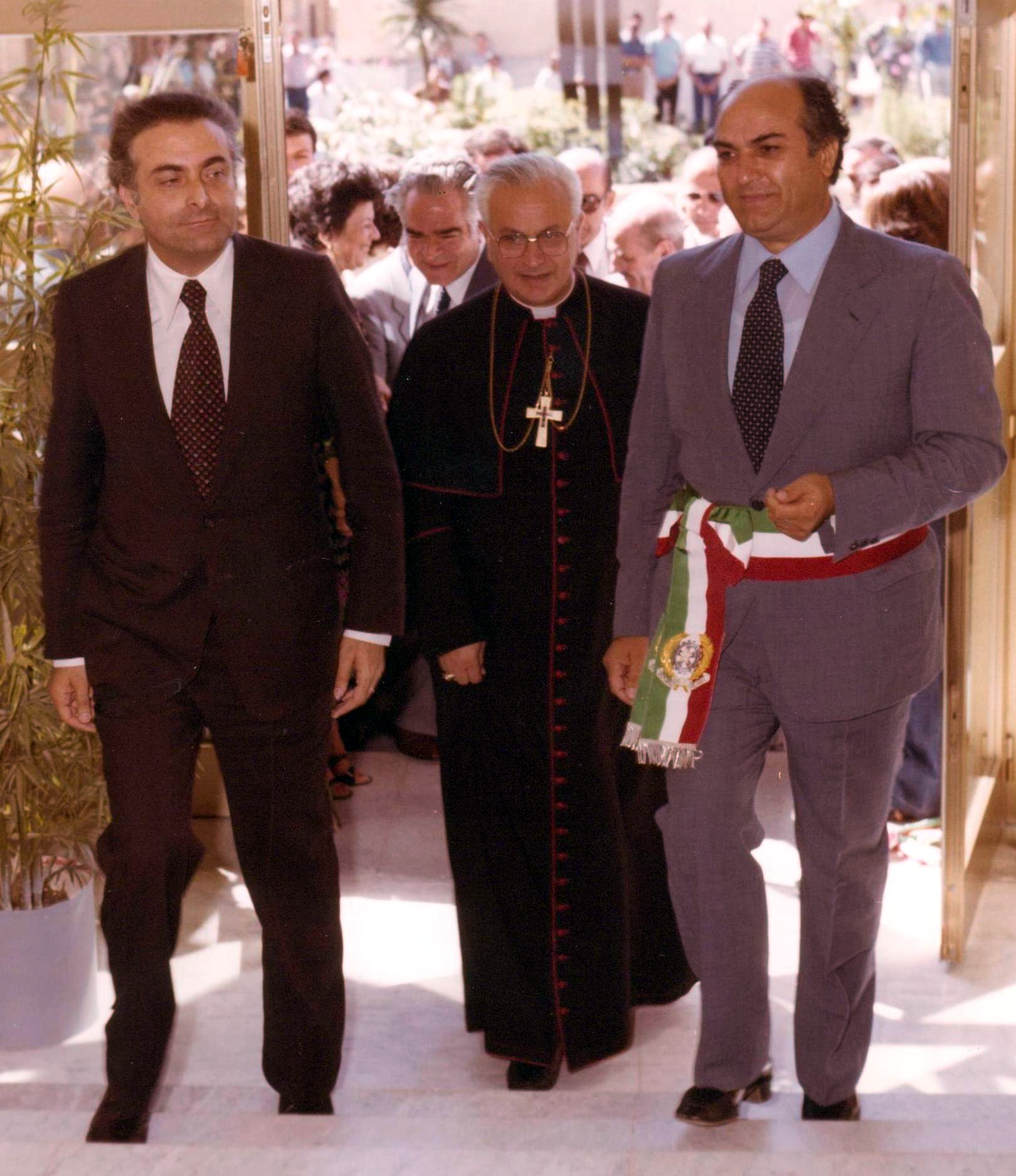
Il presidente della Regione Siciliana Piersanti Mattarella in visita a Catenanuova, accolto dal sindaco Mario Mazzaglia e dal vescovo di Nicosia Salvatore Di Salvo - 23 settembre 1979

Poco dopo l'omicidio di Peppino Impastato, conduttore radiofonico candidato sindaco a Cinisi per Democrazia Proletaria, avvenuto per ordine di Gaetano Badalamenti, Mattarella si recò nella città per la campagna elettorale comunale pronunciando un durissimo discorso contro Cosa nostra che stupì gli stessi sostenitori di Impastato.
Nel 1979 dopo una breve crisi politica dovuta al Partito Comunista, formò un secondo governo. 
Il programma di riforme continuò con l'attuazione del Piano di sviluppo per la Sicilia frutto del Comitato della programmazione, il nuovo piano di ammodernamento agricolo, l'istituzione delle unità sanitarie locali e una riforma degli enti economici siciliani (Esa, Ast, Crias, Ircac, Istituto Vitevino ed Eas) che introduceva criteri di efficienza e trasparenza oltre che norme che prevedono incompatibilità e limiti di durata degli incarichi dirigenziali.
Riguardo al settore degli appalti pubblici, Mattarella aveva disposto un'ispezione straordinaria presso il Comune di Palermo relativa alla costruzione di sei edifici scolastici assegnata ad altrettante imprese edili tutte riconducibili a Rosario Spatola, noto costruttore sospettato di legami con il clan Inzerillo-Gambino. L'ispezione era stata affidata al dottore Raimondo Mignosi, il quale nel novembre 1979 depositava in breve volgere di tempo due relazioni, che, evidenziate le irregolarità emerse in sede ispettiva, suggeriva la riapertura dei termini dell'appalto. Mattarella aveva perciò invitato l'allora sindaco Salvatore Mantione e l'assessore comunale ai lavori pubblici Pietro Lorello ad annullare la gara d'appalto. Scherzando, il dottore Mignosi disse a Mattarella: «Presidente, se continuo finisco in un pilone di cemento» e lui gli rispose: «Lei vada avanti, nel caso nel pilone ci finiamo tutti e due».

Rappresentò una chiara scelta di campo il suo atteggiamento alla Conferenza regionale dell'agricoltura, tenuta a Villa Igiea la prima settimana di febbraio del 1979.
Il deputato Pio La Torre, presente in quanto responsabile nazionale dell'ufficio agrario del Partito Comunista Italiano (sarebbe divenuto dopo qualche mese segretario regionale dello stesso partito) attaccò con furore l'Assessorato dell'agricoltura, denunciandolo come centro della corruzione regionale e additando lo stesso assessore come colluso con la delinquenza regionale. Mentre tutti attendevano che il presidente della Regione difendesse vigorosamente il proprio assessore, Giuseppe Aleppo, Mattarella riconobbe pienamente la necessità di correttezza e legalità nella gestione dei contributi agricoli regionali.
Sfidando il clima imposto, un solo periodico, Terra e Vita, pubblicò il resoconto, sottolineando come fosse generale lo sconcerto e come fosse comune la percezione che quel giorno, a Palermo, si fosse aperto un confronto che non avrebbe potuto non conoscere eventi drammatici. Un senatore comunista e il presidente democristiano della regione si erano, di fatto, esposti alle pesanti reazioni della mafia. Il mese successivo comunque Mattarella confermò Aleppo alla guida dell'assessorato.

### L'omicidio

Sergio Mattarella, futuro Presidente della Repubblica, mentre sorregge il cadavere del fratello Piersanti, appena assassinato

La mattina di domenica 6 gennaio 1980, in via della Libertà a Palermo, mentre Mattarella, alla guida della propria Fiat 132, stava per recarsi a messa insieme alla moglie Irma Chiazzese, seduta al suo fianco, alla suocera Franca Chiazzese Ballerini e alla figlia Maria, sedute sul divano posteriore, un sicario si avvicinò all'automobile e lo freddò con colpi di rivoltella calibro 38 attraverso il finestrino, che venne frantumato. Il killer, di cui la moglie Irma fissò l'andatura ballonzolante con l'espressione del viso gentile e lo sguardo di ghiaccio, dopo i primi cinque o sei colpi si allontanò per avvicinarsi a una Fiat 127 bianca ferma pochi metri più avanti, ricevendo da un complice che era alla guida un'altra rivoltella calibro 38 con cui, tornato indietro verso la vettura di Mattarella, esplose altri colpi con traiettoria diagonale attraverso il finestrino posteriore destro che attinsero la vittima e ferirono a una mano la signora Irma Chiazzese, che aveva tentato di coprire e proteggere il volto di suo marito, ormai con il busto reclinato sulla destra, sulle gambe della moglie. Successivamente anche il figlio Bernardo, che si era attardato nel seminterrato adibito ad autorimessa in cui Mattarella era solito parcheggiare la propria vettura, accorse risalendo la rampa di accesso al garage potendo osservare la Fiat 127 che si allontanava lungo via Libertà. La Fiat 127 bianca venne poi ritrovata, verso le ore 14:00, abbandonata lungo lo scivolo di un garage di via Maggiore De Cristoforis, angolo via degli Orti, a circa 700 metri dal luogo del delitto.

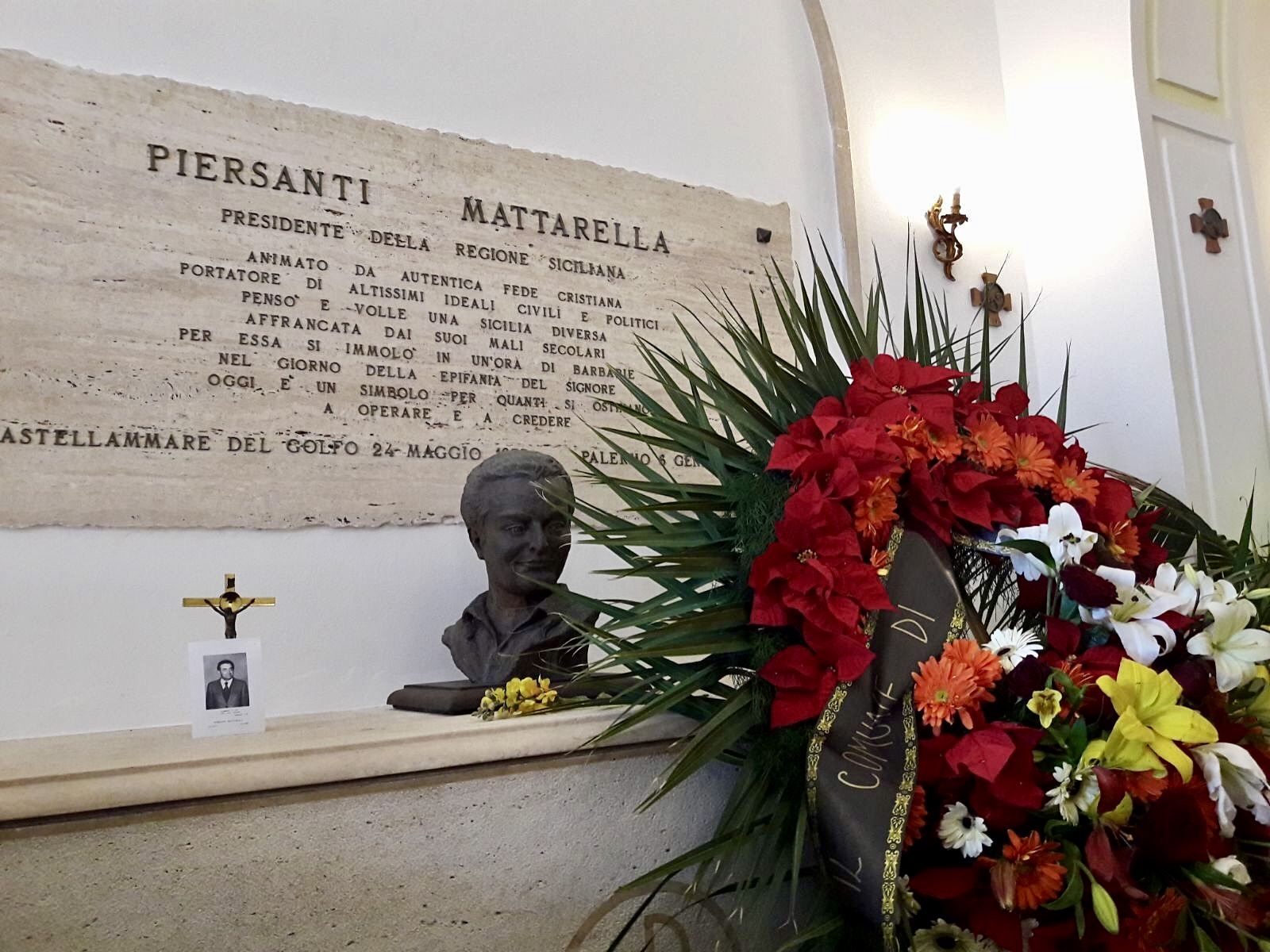
Tomba di Piersanti Mattarella nel Cimitero di Castellammare del Golfo

In seguito alla morte di Piersanti Mattarella il vice presidente, il socialista Gaetano Giuliano, guidò la giunta regionale fino al termine della legislatura, avvenuta cinque mesi dopo. Nel luogo dove è avvenuto l'omicidio è stata posta una targa in suo ricordo. Inizialmente fu considerato un attentato terroristico, poiché subito dopo il delitto arrivarono rivendicazioni da parte di un sedicente gruppo neofascista. In seguito e per tutto l'iter della lunga istruttoria e del conseguente processo penale l'omicidio di Piersanti Mattarella è stato considerato un delitto politico-mafioso e come tale trattato insieme agli omicidi di Michele Reina (9 marzo 1979) e di Pio La Torre e Rosario di Salvo (30 aprile 1982).
Il Procuratore Gian Carlo Caselli, in un'intervista a Repubblica del 12 agosto 1997, ha affermato: «Piersanti Mattarella un democristiano onesto e coraggioso ucciso proprio perché onesto e coraggioso».
Il Procuratore nazionale antimafia, Pietro Grasso, nel libro Per non morire di mafia, ha scritto che Piersanti Mattarella «stava provando a realizzare un nuovo progetto politico-amministrativo, un'autentica rivoluzione. La sua politica di radicale moralizzazione della vita pubblica, secondo lo slogan che la Sicilia doveva mostrarsi 'con le carte in regola', aveva turbato il sistema degli appalti pubblici con gesti clamorosi, mai attuati nell'isola».

## Commemorazioni

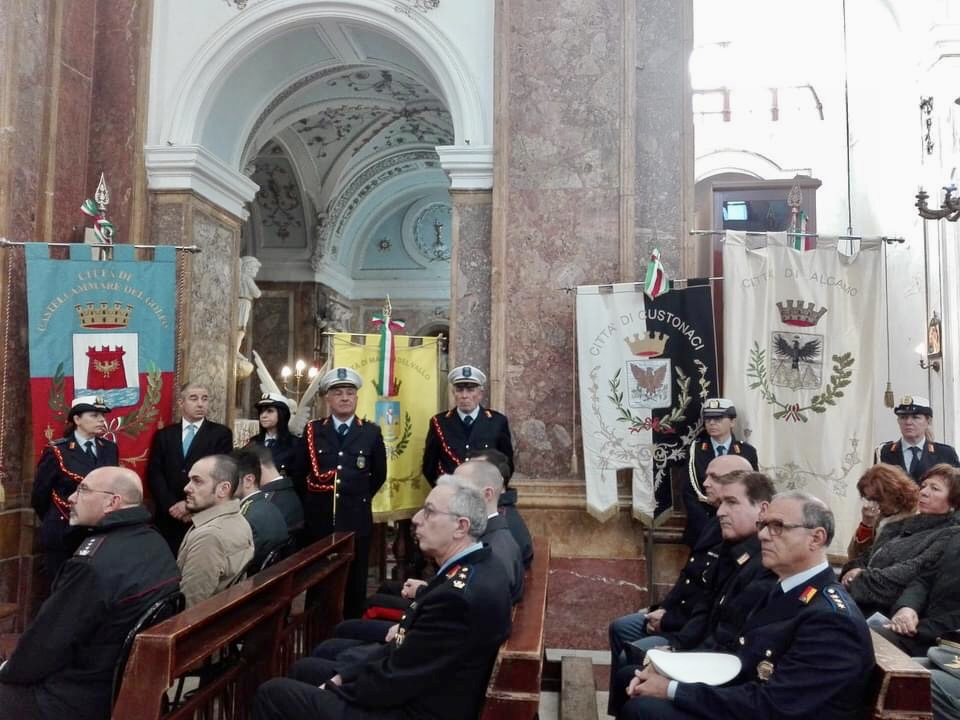
Commemorazioni a Castellammare del Golfo il 6 gennaio 2020

- La città di Castellammare del Golfo, in occasione del quarantennale dell'uccisione (6 gennaio 2020), ha ricordato il presidente castellammarese, ucciso dalla mafia, con una solenne messa svoltasi nella Chiesa Madre. Successivamente alla Santa Messa è stata deposta una corona d'alloro sulla tomba di Piersanti, nel cimitero comunale. Alle celebrazioni erano presenti il vice prefetto di Trapani, i sindaci (con i gonfaloni) delle città di Alcamo, Mazara del Vallo, Calatafimi Segesta, Buseto Palizzolo e Custonaci. Erano anche presenti il comandante provinciale dei Carabinieri di Trapani, il dirigente del commissariato di polizia di Castellammare, il comandante della tenenza di Alcamo della Guardia di Finanza, il comandante dei Carabinieri di Alcamo, il presidente di SicindustriaTrapani e tutto il consiglio comunale di Castellammare[17].
- La Rai, nel trentennale della scomparsa, ha dedicato alla figura e al delitto Mattarella uno speciale prodotto da La grande storia di Rai 3. Nel documentario di Giovanni Grasso, collaborazione di Emanuela Andreani, regia di Alessandro Varchetta, parlano i testimoni dell'epoca e i familiari del politico assassinato.